# Мавританска архитектура
Мавританската архитектура е стилово направление в рамките на ислямската архитектура, което се развива в западния ислямски свят, включително и в Ал-Андалус (на Иберийския полуостров) и в днешните държави Мароко, Алжир и Тунис (част от Магреб). Терминът „мавритански“ идва от историческото западноевропейско название на мюсюлманските жители на тези региони като „маври“, но по-късно названието се отнася и за араби и мувалади. По-късно думата придобива по-расови конотации и към средата на ΧΧ век излиза от употреба. Употребата ѝ днес като цяло се ограничава до прилагателни в термини като „мавританска архитектура“ или „мавританско изкуство“. Научните изказвания по адрес на ислямската архитектура наричат този стил с по-географски замисъл, като например архитектура на ислямския запад или архитектура на западните ислямските земи, а някои бележки към ислямското изкуство и архитектура считат използването на термина „мавритански“ за остаряло или спорно.
Този архитектурен стил смесва влияния от берберската култура в Северна Африка, предислямските Пиренеи (които са били римски, византийски и вестготски земи) и съвременните архитектурни течения в ислямския Близък изток, и по този начин в продължение на векове възниква един уникален стил с разпознаваеми характеристики като подковообразната арка, риадски градини (градини във вътрешни дворове със симетрично разделение на четири части), квадратни (кубовидни) минарета и сложни геометрични и арабескови мотиви от дърво, щукатура и плочки (особено зуляйдж). С течение на времето този западен стил започва да използва все повече при декорация на повърхности (например мозайки, дърворезби), като същевременно запазва традицията да се фокусира върху интериора на сградите, а не върху екстериора им. За разлика от ислямската архитектура на изток, този стил не използва прекомерно големи сводове и куполи.:с. 10Основните центрове на тази архитектурна традиция са големите градове на империите и мюсюлманските държави в историята на региона, като Кордоба, Кайруан, Фес, Маракеш, Севиля, Гранада и Тлемсен. В рамките на този обширен регион е съществувала известна разлика между архитектурните стилове, използвани в по-източната му област Ифрикия (приблизително днешен Тунис), и стилът, използван в западния Магреб (днешно Мароко и западен Алжир) и ал-Андалус, който понякога е наричан испано-мавърски или испано-магребски стил.:с. viii–ix:с. 121, 155
Дори след прекратяването на мюсюлманското владичество на Иберийския полуостров, традициите на мавританската архитектура се запазват в Северна Африка, както и в стила мудехар в Испания, който използва мавритански техники и дизайни и ги адаптира към християнските теми. През XIX век и по-късно мавританският стил често е имитиран под формата на нео-мавританска или мавританско-ренесансова архитектура в Европа и Америка, включително нео-мудехар в Испания. Някои научни препратки свързват термина „мавритански“ или „мавритански стил“ по-тясно именно с тази мода от XIX век в западната архитектура, а не с първоначалния мавритански стил.
- Колони и двуетажни арки в оригиналната част на Голямата джамия в Кордоба, Испания, основана през 785 г.
- Вратата Баб ал-Узара на Голямата джамия в Кордоба (VII – IX век)
- Суският рибат (крепост) в Тунис (края на VIII или началото на IX век)
- Голямата джамия в Кайруан в Тунис, основана през 670 г. и реконструирана от Аглабидите през IX век
- Куполът над михраба на Голямата джамия в Кайруан (IX век)
- Украсена фасада на джамията „Ибн Хайрун“ (наричана още Джамията на трите врати) в Кайруан (866 г.)
- Приемната зала на кордовския емир Абд ар-Рахман III в неговия дворец Медина ал-Захра (X век)
- Украсеният с мозайки михраб (в средата) и пресичащите се многостенни арки на максурата[notes 2] (вляво и вдясно) в Голямата джамия в Кордоба – намират се в пристройката, построена от кордобския халиф ал-Хакам II след 962 г.
- Изящни арки от щукатура в двореца Алхаферия в Сарагоса, Испания (втората половина на XI век)
- Богата интериорна украса на Куба ал-Баадийин[notes 3] в Маракеш (началото на XII век)
- Фрагмент от изрисуван декоративен елемент, изобразяваща флейтист, в град ал-Каср ал-Сегир в Мурсия (XII век)
- Минарето на джамията Кутубия в Маракеш (XII век)
- Таванът на Палатинския параклис:[notes 4] централният неф е покрит с голяма сводеста мукарна[notes 5] (горе), а останалата част от църквата е покрита с мозайки във византийски стил
- Вътрешен двор на медресето „Боу Инаниа“ от епохата на Маринидите във Фес, Мароко (1350 – 1355 г.)
- Дворецът Партал (началото на XIV век), най-старият запазен дворец в Алхамбра в Гранада, Испания
- Куполът, съставен от мукарни, в Двореца на лъвовете (XIV век) в Алхамбра
- Минарето на джамията Касбах в Тунис, построена в началото на управлението на Хафсидите в началото на 30-те години на XIX век
- Мавзолей на мароканския султан Ахмад ал-Мансур в саадитските гробници (края на XVI и началото на XVII век) в Маракеш, Мароко
- Мотив Darj wa ktaf върху вратата Баб Монсур в Мекнес, Мароко (началото на XVIII век)
- Мотив Darj wa ktaf върху Кулата на Хасан в Рабат, Мароко (началото на XVIII век)
- Мотив „Себка“, комбиниран с други мотиви, в издълбана щукатура в Алхамбра в Гранада, Испания (XIV век)
- Геометрични шарки от плочки в медресето Ал-Атарине във Фес (XIV век)
- Куфически надписи на арабски език в златни мозайки над михраба на Голямата джамия в Кордоба (X век)
- Курсивен арабски надпис (Naskh), издълбан върху щукатурата на медресето Ал-Атарине във Фес (началото на XIV век)
- Калиграфия в Салона на посланиците в Алхамбра, Гранада (XIV век): горе е девизът на династията Насриди („Няма завоевател, освен Бог“), изписан с курсивен шрифт и повторен повече от веднъж, а долу е по-голям надпис с шрифт „възлов“ куфик
- Мукарни, изваяни от дърво, в двореца Дар ал-Махзен в Танжер (XVII век или по-късно)
- Усъвършенстван купол от мукарни в Залата на двете сестри в Алхамбра в Гранада, Испания (XIV век)
- Мукарните в Залата на двете сестри отблизо
- Градината в риада (вътрешния двор) на двореца Бахия от XIX век в Маракеш
- Интериор на синагогата Ел-Гриба в Джерба, Тунис
- Вътрешен двор на медресето Бен Юсуф в Маракеш, Мароко (XVI век)
- Алмерийска крепост в Алмерия, Испания (до голяма степен построена по време на периода Таифа през XI век)
- Изглед към дворците и укрепленията Алхамбра в Гранада, датиращи от периода на Насридите (XII – XV век), с по-късни християнски ренесансови пристройки
- Хиралда в Севиля, Испания
- Вътрешния двор и минарето на джамията Ал-Карауин във Фес (основана през IX век, но многократно разширявана и променяна) – днес използвана като университетска сграда